# 間島共産党暴動
間島共産党暴動（かんとうきょうさんとうぼうどう）は、1930年に満州の間島で発生した中国共産党の支援を受けた朝鮮人独立運動勢力による武装蜂起のこと。

## 概要
間島は豆満江を挟んで朝鮮半島の対岸に位置していた。間島の朝鮮人社会主義者は、コミンテルンの一国一党原則に従って朝鮮共産党満州総局を解散して中国共産党満州省委員会に合流する準備を進めていた。その中で李立三路線と国際主義路線に忠実であることを示すために、大日本帝国勢力と間島を支配する奉天軍閥に対する武装蜂起を計画して満州省委員会の了承を得る。また、当時朝鮮人社会主義者は大日本帝国の軍部・警察による弾圧に加え、北伐をきっかけとしたナショナリズムの高揚による現地当局（奉天軍閥）及び中国民衆に対する”間島居住の朝鮮人全体に対する排斥の動き”によって追い込まれていた事情もあった。
1930年5月30日、彼らは延吉・竜井など間島の主要都市や鉄道沿線で一斉に蜂起し、日本領事館などの官公庁や鉄道施設・電灯会社などを襲撃した。続いて7月31日にも敦化を中心として暴動が再燃、以後1年以上にわたって断続的な暴動が間島各地で繰り広げられた。大日本帝国の軍部・警察は直ちに間島に入って鎮圧を開始、奉天軍閥も鎮圧に動いた。その結果、日本側によって7,000名が検挙されて700名余りが起訴、うち周現甲・李東鮮ら22名が治安維持法や刑法などによって死刑とされた。社会主義や独立運動の名を借りたこれら暴動と関係がない、いわゆる一般の朝鮮人はこの暴動により間島の住処を追われ、大日本帝国の保護の下に満州の別の地域へ入植を斡旋された（「万宝山事件」参照。）。
武装蜂起の生き残りは抗日パルチザンとして、引き続き満州での抗日運動を展開して行くことになった。

のち、朝鮮人社会主義者の金日成は1931年、著作「極左冒険主義路線を排撃し、革命的組織路線を貫徹しよう」で、「5.30暴動 (間島共産党暴動)」を「極左冒険主義（客観的な情勢を無視して目的を実現しようとする急進主義や過激主義）的」と批判している。